# Tim Cox
Tim Abram Cox, auch T. Abram Cox (* vor 1998) ist ein Filmregisseur, Fernsehregisseur und Drehbuchautor.

## Leben
Tim Cox begann seine Karriere als Storyboardzeichner für Werbespots und Musikvideos. Mit seinem Zweiten Weltkriegs-Kurzfilmdrama Tyger! Tyger! erlangte er erstmals Aufmerksamkeit. Im Jahr 2001 drehte Cox den Science-Fiction-Western The Man With No Eyes, ein originelles Konzept des US-amerikanischen Medienunternehmens NBCUniversal und den Exposure Studios des Sci Fi Channels – eines der ersten Projekte bei dem eine 24-Frames-High-Definition-Kamera eingesetzt wurde. Bald darauf leitete er mit Creature: It’s a Killing Machine … From Outer Space!, Larva und Mammut drei Fernsehfilmproduktionen für den Sci Fi Channel. Mit dem theatralischen Spielfilm Miss Nobody drehte Cox im Jahr 2010 eine dunkle Krimikomödie mit den Schauspielern Leslie Bibb, Adam Goldberg und Missi Pyle. 

## Filmografie (Auswahl)

### Regie
- 1998: Tyger! Tyger! (Kurzfilm, 17 Min.)
- 2001: The Man with No Eyes (Kurzfilm, 21 Min.)
- 2004: Creature: It’s a Killing Machine … From Outer Space! (Alien Lockdown) (Fernsehfilm)
- 2005: Larva (Fernsehfilm)
- 2006: Mammut (Mammoth) (Fernsehfilm)
- 2009: Landy’s BFF[2] (Musikkurzfilm)
- 2010: Miss Nobody
- 2011: Consuelo Costin: Naked (Videofilm)

### Drehbuch
- 1998: Tyger! Tyger! (Kurzfilm, 17 Min.)
- 2001: The Man with No Eyes (Kurzfilm, 21 Min.)
- 2006: Mammut (Mammoth) (Fernsehfilm)
- 2006: Deadly Water (Kraken: Tentacles of the Deep)
- 2007: Greif (Gryphon) (Fernsehfilm)

### Produktion
Ausführender Produzent
- 2006: Mammut (Mammoth) (Fernsehfilm)
- 2008: Riddles of the Sphinx (Fernsehfilm)

Produzent
- 2009: Landy’s BFF (Musikkurzfilm)

### Filmschnitt
- 2011: Consuelo Costin: Naked (Videofilm)

### Schauspieler
- 2005: Fellowship of the Dice